# Florian Grabczyński

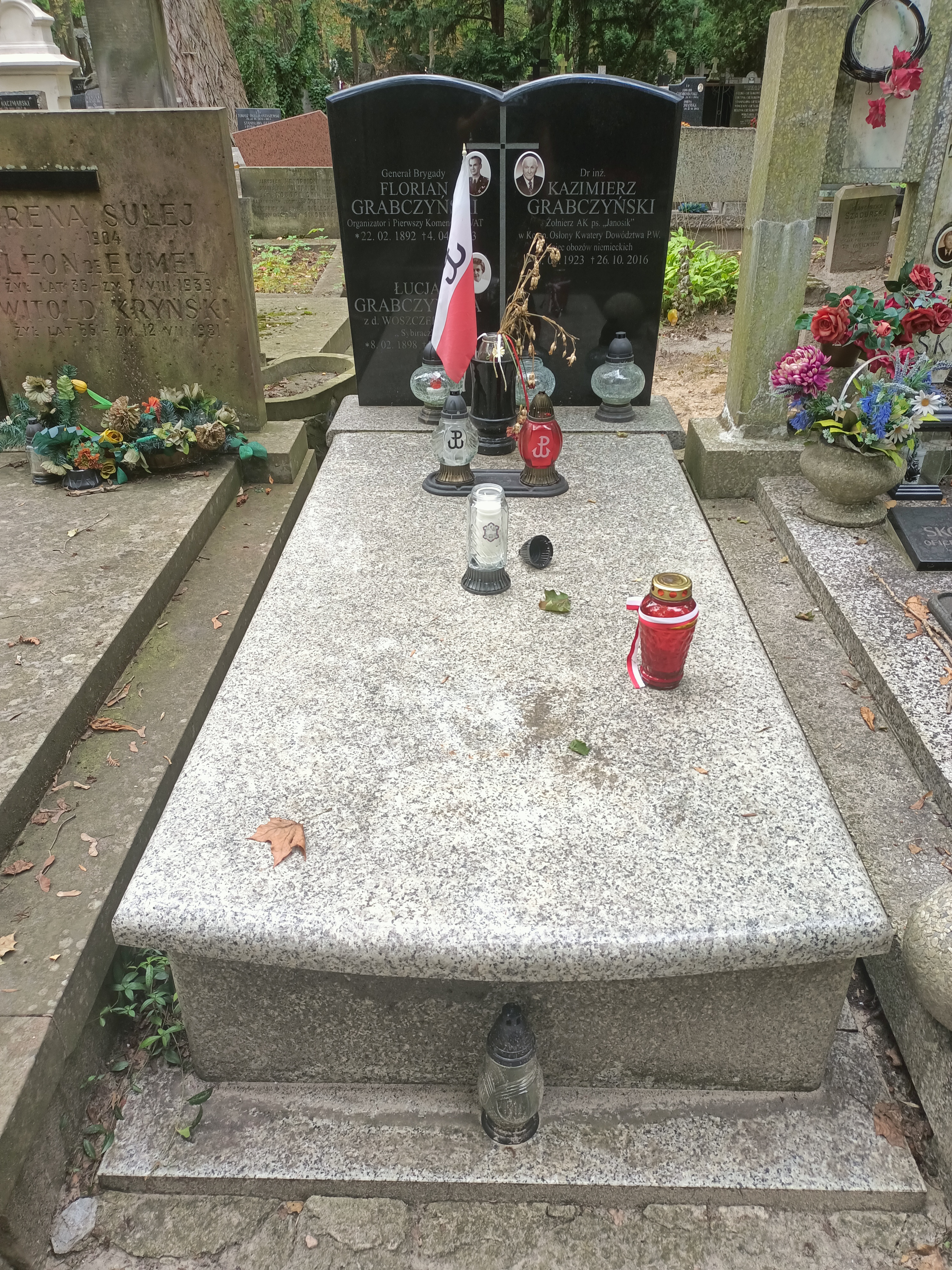
Grób Floriana Grabczyńskiego na Cmentarzu Powązkowskim

Florian Grabczyński (ur. 23 lutego 1892 w Szakaliszkach nad Dźwiną, zm. 4 kwietnia 1963 w Warszawie) – inżynier, generał brygady Wojska Polskiego.

## Przebieg służby wojskowej
Syn Ludwika (1848–1937), właściciela majątku ziemskiego i Eleonory z Sielickich (1861–1940), zamordowanej przez Niemców. W latach 1915–1917, po ukończeniu Oficerskiej Szkoły Artylerii w Kijowie, pełnił służbę w Armii Imperium Rosyjskiego. Następnie służył w 5 Dywizji Strzelców Polskich na Syberii.
Po powrocie do kraju służył w 16 pułku artylerii polowej w Grudziądzu. W 1924 roku był dowódcą 8 dywizjonu szkolnego podchorążych rezerwy we Włodzimierzu Wołyńskim. Z dniem 1 marca 1925 roku przeniesiony został do 8 pułku artylerii ciężkiej w Toruniu na stanowisko dowódcy nowo powstałego III dywizjonu. 17 listopada 1926 roku został przeniesiony z dywizjonu szkolnego artylerii Okręgu Korpusu Nr II do Szkoły Podchorążych Rezerwy Artylerii we Włodzimierzu Wołyńskim na stanowisko dowódcy II dywizjonu szkolnego. W 1930 roku został przeniesiony do 29 pułku artylerii lekkiej w Grodnie na stanowisko zastępcy dowódcy pułku. Na podpułkownika awansował ze starszeństwem z dniem 1 stycznia 1931 roku i 20. lokatą w korpusie oficerów artylerii. W 1936 roku został dowódcą 8 pułku artylerii ciężkiej w Toruniu. Na pułkownika awansował ze starszeństwem z dniem 19 marca 1939 roku i 5. lokatą w korpusie oficerów artylerii. 28 sierpnia 1939 roku zgodnie z przydziałem mobilizacyjnym objął obowiązki dowódcy 61 pułku artylerii lekkiej. Na tym stanowisku walczył w kampanii wrześniowej. W latach 1939–1945 przebywał w niemieckiej niewoli, w tym w Oflagu VII A Murnau.
Po uwolnieniu z niewoli został przyjęty do Wojska Polskiego i mianowany dowódcą artylerii 18 Dywizji Piechoty. W 1946 roku został dowódcą artylerii Poznańskiego Okręgu Wojskowego. W tym samym roku został przeniesiony do Ministerstwa Obrony Narodowej w Warszawie na stanowisko szefa Departamentu Uzbrojenia. W lipcu 1947 roku został awansowany na generała brygady. W 1947 roku został dyrektorem Biura Wojskowego w Ministerstwie Przemysłu i Handlu, a w następnym roku szefem Zarządu Technicznego Sztabu Generalnego WP. Od 1949 roku pełnił jednocześnie funkcję przewodniczącego komisji powołanej do organizacji wyższej uczelni wojskowej. W 1950 roku objął stanowisko szefa Oddziału VIII Sztabu Generalnego. 7 kwietnia 1950 roku został komendantem Grupy Organizacyjno-Przygotowawczej Wojskowej Akademii Technicznej. W czerwcu 1951 roku został komendantem Wojskowej Akademii Technicznej.
29 listopada 1951 roku został aresztowany, bezpodstawnie oskarżony o szpiegostwo, skazany i pozbawiony wolności. 9 lipca 1953 roku został zwolniony z więzienia, a w 1956 roku zrehabilitowany. Spoczywa na cmentarzu Powązkowskim w Warszawie (kwatera 275-3-23).

## Awanse
W trakcie wieloletniej służby w Armii Carskiej, w Wojsku Polskim oraz ludowym WP otrzymywał awanse na kolejne stopnie wojskowe:
- chorąży Armii Rosyjskiej – 1915
- podporucznik Armii Rosyjskiej – 1916
- porucznik – b.d.
- kapitan – 1918
- major – 1924
- podpułkownik – 1931
- pułkownik – 1939
- generał brygady – 1947

## Życie prywatne
Mieszkał w Podkowie Leśnej. Od 1919 był żonaty z Łucją z domu Woszczerowicz (1898–1981). Małżeństwo miało dwóch synów.

## Ordery i odznaczenia
- Krzyż Komandorski Orderu Odrodzenia Polski (1947)
- Krzyż Oficerski Orderu Odrodzenia Polski (1946)
- Krzyż Kawalerski Orderu Odrodzenia Polski (1938)
- Krzyż Walecznych (1923)
- Złoty Krzyż Zasługi (dwukrotnie: 10 listopada 1928[6], 9 stycznia 1947[7])
- Medal Niepodległości (1931)
- Medal Pamiątkowy za Wojnę 1918–1921
- Medal Dziesięciolecia Odzyskanej Niepodległości
- Brązowy Medal „Siły Zbrojne w Służbie Ojczyzny” (1951)
- Krzyż Kawalerski Orderu Legii Honorowej (1923)
- Krzyż Wojenny Czechosłowacki 1939 (1948)